# Michael Jeffery
Philip Michael Jeffery, född 12 december 1937 i Wiluna, Western Australia, död 18 december 2020, var en australisk generalmajor i landets armé (1955–1993) som tjänstgjorde som Australiens generalguvernör från den 11 augusti 2003 till den 5 september 2008. Innan dess hade han varit delstaten Western Australias guvernör från den 1 november 1993 till den 17 augusti 2000. Jeffery efterträddes av Quentin Bryce som Australiens generalguvernör.